# Annaeus Serenus
Annaeus Serenus († vielleicht 62/63) war ein enger, jüngerer Freund und wahrscheinlich auch ein entfernter Verwandter des römischen Politikers und Philosophen Lucius Annaeus Seneca († 65). Er gehörte dem Ritterstand an.
Serenus war unter dem römischen Kaiser Nero mit dem Amt des praefectus vigilum betraut, d. h., er war Vorsteher der römischen Feuerwehr, die über die ganze Stadt verteilt nachts Wache hielt und dafür sorgte, dass Brände – die in Rom häufig ausbrachen – schnell gelöscht wurden. Die Feuerwachen waren mit Strickleitern, Feuerhaken und anderem Löschgerät ausgerüstet und darauf geübt, von Mauer zu Mauer zu steigen. Zu diesen Einsatzeinheiten, die von Kaiser Augustus 6 n. Chr. gegründet worden waren, gehörten etwa sieben Kohorten (mit je 1000 Mann). Sie rekrutierten sich anfangs ausschließlich aus Freigelassenen und genossen deshalb gegenüber dem regulären Heer ein geringeres Ansehen. Die Truppe, die militärisch organisiert war, erhielt Unterkünfte in der Stadt und wurde aus der Staatskasse besoldet. Mit dem Amt des praefectus vigilum waren auch polizeiliche und richterliche Befugnisse verbunden.
Unter Kaiser Claudius war – wie der Geschichtsschreiber Tacitus erwähnt – noch Decrius Calpurnianus Chef der Brandwache. Er wurde wegen Verwicklung in einen Umsturzversuch 48 n. Chr. hingerichtet. Bis 54 versah Laelianus das Amt, bis er nach Armenien versetzt wurde. Die britische Historikerin Miriam Griffin vermutet, dass Serenus das Amt des praefectus vigilum nach 54 erhielt und bereits vor 62 verstarb, bevor Tigellinus dieses Amt innehatte. Möglicherweise profitierte er dabei von einer Fürsprache vonseiten seines Freundes Seneca.
Wie aus den Abhandlungen und Briefen Senecas hervorgeht, litt Serenus unter Lebenszweifeln und dachte daran, sich aus dem öffentlichen Leben zurückzuziehen. Er suchte deshalb auch den philosophischen Rat seines Freundes. In Senecas Abhandlung Über die Seelenruhe (De tranquillitate animi) ist eingangs ein Brief des Annaeus Serenus an Seneca wiedergegeben, aus dem ersichtlich wird, wie sehr Serenus sich zu einem einfachen Leben in Mäßigkeit hingezogen fühlte, und zugleich, wie sehr er irritiert wurde durch das hektische Streben nach staatlichen Ehrenstellen und einem Leben im Luxus, das er rund um sich her beobachtete. Während Serenus zunächst epikureischen Gedankengängen nahestand, näherte er sich unter dem Einfluss Senecas der Philosophie der Stoa an und entschied sich für ein Verbleiben am Kaiserhof. Seneca widmete seinem Freund die Schriften De constantia sapientis und De tranquillitate animi und vielleicht (denn der Name ist im Index des Ambrosianus wieder getilgt) De otio. 
Wie Tacitus berichtet, spielte Serenus eine hilfreiche Rolle in der Liebesbeziehung des jungen Kaisers Nero mit der Freigelassenen Akte, indem er der Favoritin des Kaisers, der unter der Überwachung durch seine Mutter Agrippina litt, dessen heimliche Geschenke zukommen ließ.
Nach Angaben des Schriftstellers Plinius der Ältere wurde Serenus mit einer Mahlzeit vergifteter Pilze (vermutlich etwa 62/63 n. Chr.) ermordet. Seneca hat den Tod des Freundes nach eigenen Angaben „maßlos beweint“.